# جزیره مورژووتس
جزیره مورژووتس (روسی: Остров Моржовец) جزیره‌ای است در نواحی جنوبی دریای بارنتز. این جزیره جزئی از استان آرخانگلسک روسیه به‌شمار می‌آید. جزیره مورژووتس در خلیج مزن و در مدخل دریای سفید واقع شده و بنابراین دریای بارنتز را از دریای سفید جدا می‌کند.
فاصله جزیره مورژووتس تا خاک اصلی روسیه ۲۳.۳ کیلومتر است.